# Католицькі релігійні ордени

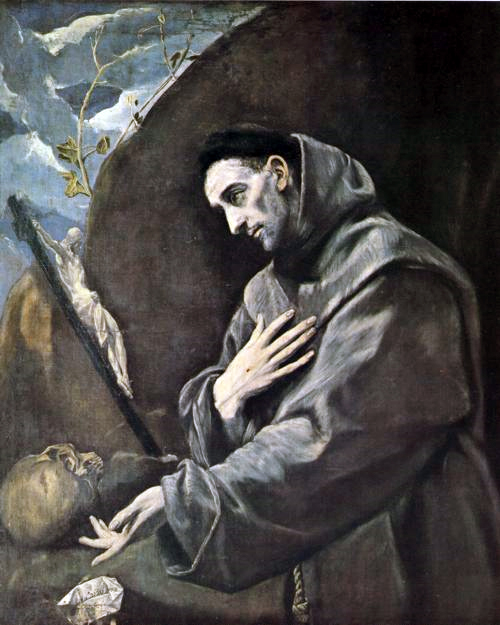
Святий Франциск Асізький, картина Ель Греко

Католицькі релігійні ордени є одним з двох типів релігійних інституцій, головна форма посвяти в римо-католицькій церкві. Існують чотири гілки релігійних орденів:
- Чернечі ордени, засновані ченцями або черницями, що живуть і працюють у монастирях.
- Жебручі ордени, засновані ченцями або черницями, що живуть з милостині.
- Канонічні ордени, засновані каноніками, що відповідають за єпархії.
- Клерикальні ордени, засновані священиками, які ведуть доволі активне світське життя.

Мета орденів полягає у тому, щоб служити Ісусу Христу більш близько, додержуючись біблійної цнотливості, аскетизму та покірливості. Вони зв'язують себе такою формою життя,  укладаючи обітниці згідно з нормами церковного закону. 

## Структура
Релігійні ордени характеризуються чіткою структурою влади, де верховний магістр має владу над усіма підпорядкованими громадами (єпархіями). Виняток — Орден святого Бенедикта, у якому кожне абатство є автономним.

## Список католицьких релігійних орденів
Католицькою церквою визнано такі релігійні ордени:
| Жебрацькі ордени                                                            |             |                                   |
| Офіційна назва                                                              | Акронім     | Прізвисько                        |
| лат. Ordo Augustiniensium Discalceatorum                                    | O.A.D.      | Босі августинці                   |
| лат. Ordo Minimorum                                                         | O.M.        | Мініми                            |
| лат. Ordo Augustinianorum Recollectorum                                     | O.A.R.      | Пам’ятні Августинці               |
| лат. Ordo Fratrum Discalceatorum B. Mariae V. de Monte Carmelo              | O.C.D.      | Босі Кармеліти                    |
| лат. Ordo Servorum Mariae                                                   | O.S.M.      | Сервіти                           |
| лат. Ordo Fratrum Minorum                                                   | O.F.M.      | Францисканці (обсерванти)         |
| лат. Ordo Fratrum Minorum Capuccinorum                                      | O.F.M. Cap. | Капуцини                          |
| лат. Ordo Fratrum Minorum Conventualium                                     | O.F.M. Conv | Конвентуальні                     |
| лат. Ordo Fratrum Praedicatorum                                             | O.P.        | Домініканці                       |
| лат. Ordo B. Mariae Virginis Mercede                                        | O. M.       | Мерседеріанці                     |
| лат. Ordo Fratrum Beatissimae Mariae Virginis de Monte Carmelo              | O. Carm.    | Кармеліти                         |
| лат. Ordo Fratrum Sancti Augustini                                          | O.S.A.      | Августинці                        |
| лат. Ordo Ssmae Trinitatis                                                  | O.SS.T.     | Трінітарії                        |
| лат. Tertius Ordo Regularis S. Francisci                                    | T.O.R.      | Брати Епитим’ї                    |
| Чернечі ордени                                                              |             |                                   |
| Офіційна назва                                                              | Акронім     | Прізвисько                        |
| лат. Ordo Cartusiensis                                                      | Cart.       | Картузіанці                       |
| лат. Ordo Sancti Hieronymi                                                  | O.S.H.      | Єроніміти                         |
| лат. Ordo Cisterciensis                                                     | O. Cist.    | Цистеріанці                       |
| лат. Ordo Cisterciensis Strictioris Observantiae                            | O.C.S.O.    | Траппісти                         |
| лат. Ordo Libanensis Maronitarum                                            | O.L.M.      | Баладіти                          |
| лат. Ordo S. Benedicti                                                      | O.S.B.      | Бенедиктинці                      |
| лат. Ordo Basilianus S. Iosaphat                                            | O.S.B.M.    | Василіяни                         |
| лат. Ordo Basilianus S. Iohannis Baptistae, Soaritarum Melkitarum           | B.C.        |                                   |
| лат. Ordo Fratrum S. Pauli Primi Eremitae                                   | O.S.P.P.E.  | Пауліни                           |
| лат. Ordo Basilianus Ssmi Salvatoris Melkitarum                             | B.S.        |                                   |
| лат. Ordo Maronita Beatae Mariae Virginis                                   | O.M.M.      |                                   |
| Клерикальні ордени                                                          |             |                                   |
| Офіційна назва                                                              | Акронім     | Прізвисько                        |
| лат. Congregatio Clericorum Regularium S. Pauli                             | B.          | Варнавити                         |
| лат. Ordo Clericorum Regularium vulgo Theatinorum                           | C.R.        | Театинці                          |
| лат. Ordo Clericorum Regularium Somascha                                    | C.R.S.      | Сомаски                           |
| лат. Ordo Clericorum Regularium Matris Dei                                  | O. М. D.    |                                   |
| лат. Ordo Clericorum Regularium Pauperum Matris Dei Scholarum Piarum        | Sch. P.     | Піарісти                          |
| лат. Ordo Clericorum Regularium Ministrantium Infirmis                      | M.I.        | Камілійці                         |
| лат. Societas Jesu                                                          | S.J.        | Єзуїти                            |
| Канонічні ордени                                                            |             |                                   |
| Офіційна назва                                                              | Акронім     | Прізвисько                        |
| лат. Congregatio Ssmi Salvatoris Lateranensis                               | C.R.L.      | Латеранські каноніки              |
| лат. Sacer Apostolicus Ordo Canonicorum Regularium S. Augustini             | C.R.S.A.    | Августинці                        |
| лат. Ordo Fratrum Domus Hospitalis Sanctae Mariae Teutonicorum in Jerusalem | O.T.        | Тевтонський орден                 |
| лат. Candidus и Canonicus Ordo Praemonstratensis                            | O. Praem.   | Норбертини або Премонстратенційці |
| лат. Ordo Canonicorum Regularium Sancae Crucis                              | O.C.R.      | Трапісти                          |
| лат. Congregatio Helvetica o Sancto Mauritio Agaunensis                     | C.R.A       |                                   |
| лат. Canonici Regulares Ordinis S. Crucis                                   | O.S.C.      | Священний Хрест                   |